# Résolution 3236 de l’Assemblée générale des Nations unies
La résolution 3236 de l’Assemblée générale de l’ONU du 22 novembre 1974, entre autres  :
- réaffirme les droits inaliénables du peuple palestinien en Palestine, y compris :
  - (a) Le droit à l’autodétermination sans ingérence extérieure ;
  - (b) Le droit à l’indépendance et à la souveraineté nationale ;
- réaffirme également le droit inaliénable des Palestiniens de retourner dans leurs foyers et vers leurs biens d’où ils ont été déplacés et déracinés, et demande leur retour ;
- reconnaît que le peuple palestinien est une partie principale pour l’établissement d’une paix juste et durable au Moyen-Orient ;
- fait appel à tous les États et organisations internationales pour qu’ils aident le peuple palestinien dans sa lutte pour recouvrer ses droits, conformément à la Charte.

L'année suivante, l'Assemblée générale adopte:
- la résolution 3376 créant le Comité pour l'exercice des droits inaliénables du peuple palestinien pour soutenir la résolution 3236,
- la résolution 3379 qui « décrète que le sionisme est une forme de racisme et de discrimination raciale »[2] ; de 1975 à 1991. Elle a été révoquée le 16 décembre 1991.